# Wysocice

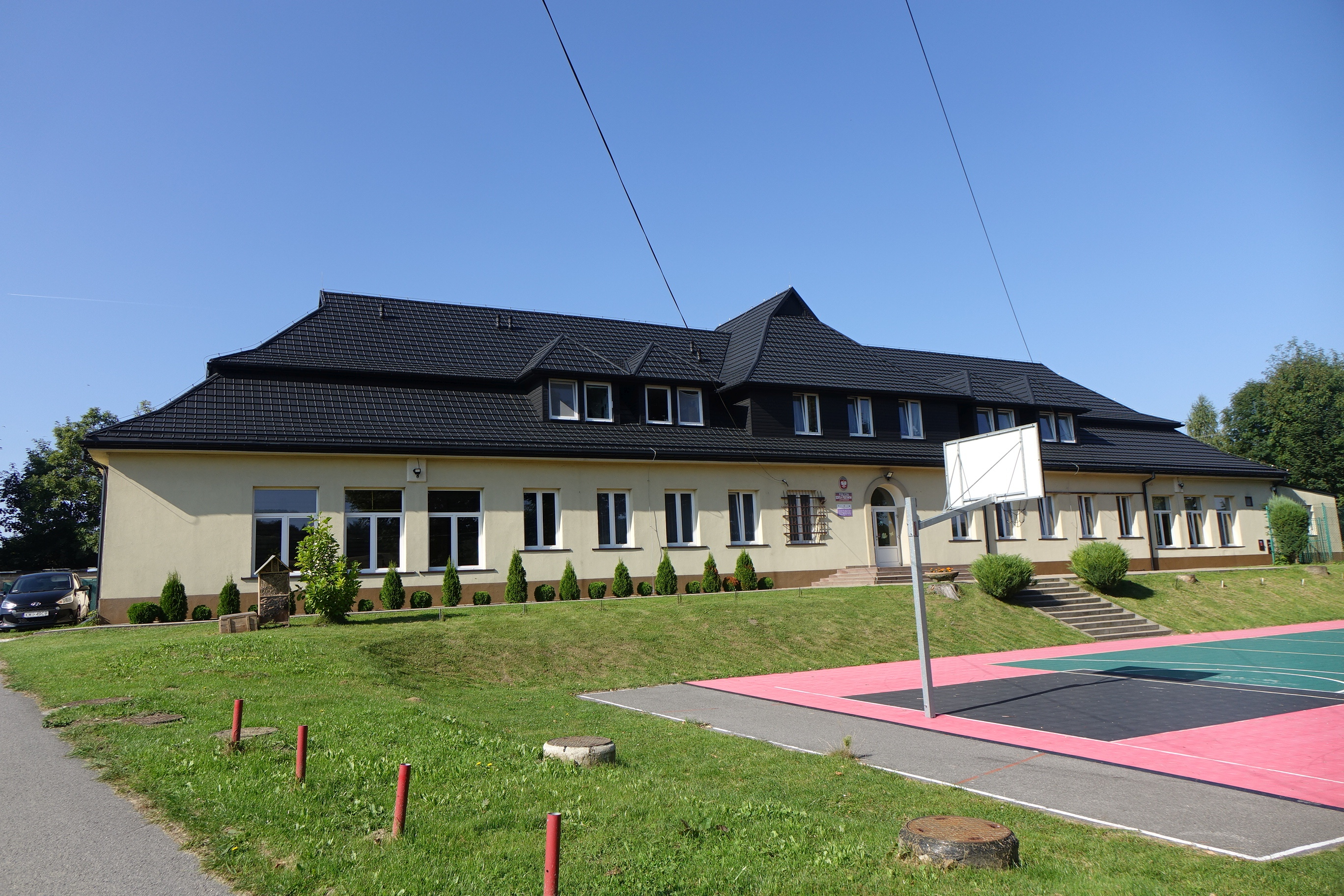
Szkoła

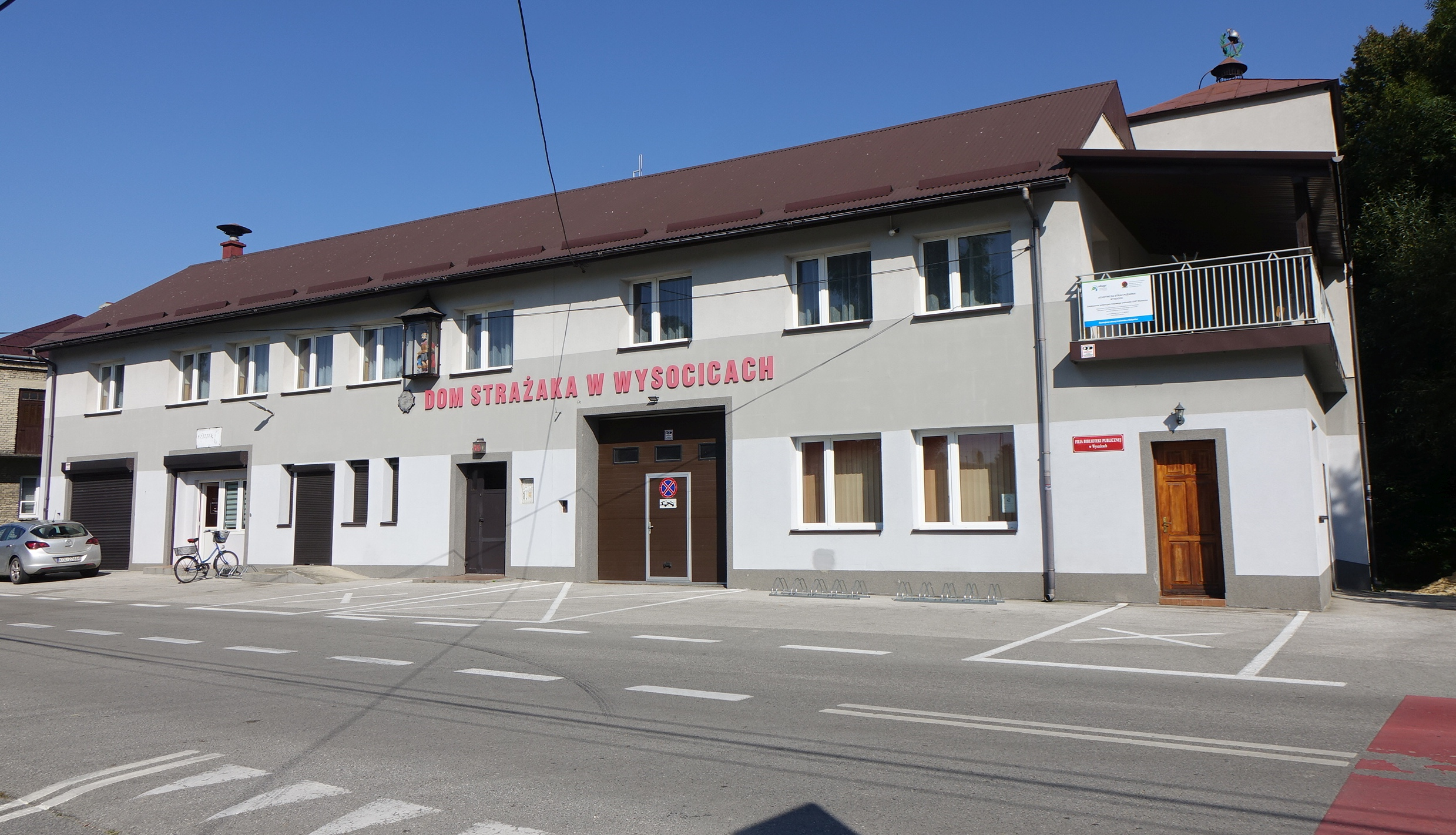
Dom Strażaka

Wysocice – wieś w Polsce położona w województwie małopolskim, w powiecie miechowskim, w gminie Gołcza.
Przez wieś przepływa rzeka Dłubnia.
Po raz pierwszy nazwa Wysocice jest wymieniana w dokumencie Bolesława Wstydliwego z roku 1262 jako „Wissenesice”.

## Części wsi
| SIMC    | Nazwa     | Rodzaj     |
| ------- | --------- | ---------- |
| 0319635 | Bocieniec | część wsi  |
| 0319641 | Wesółka   | część wsi  |
| 0319664 | Wiktorka  | przysiółek |
| 0319658 | Wysyłek   | część wsi  |

## Historia
Od I połowy XII w. ziemie te zostały nadane przez Księcia Polski z dynastii Piastów Bolesława III Krzywoustego na własność możnemu rodowi rycerskiemu Odrowążów.
- Dziedzicami Wysocic i kolatorami kościoła św. Mikołaja w Wysocicach byli:
  - ród Odrowążów herbu Odrowąż XII wiek – XV wieku,
  - Jan Pieniążek Iwanowski z rodu Odrowążów herbu Odrowąż 1474–1480,
  - Jan Płaza z Mstyczowa herbu Topór ok. 1565 roku,
  - Elżbieta Wołłowiczowa podskarbina litewska 1613 roku,
  - Władysław Woyna syn Elżbiety Wołłowiczowej z pierwszego małżeństwa,
  - Ludwik Dębiński kasztelan wojnicki ok. 1727 roku,
  - Krystyna Łętowska córka Ludwika Dębińskiego podkomorzyna krakowska,
  - rodzina Bierzyńskich 1786 roku – (Tomasz Bierzyński starosta tuczępski – † 1820),
  - Jan Lenczowski mąż Wiktorii z Bierzyńskich 1817 roku,
  - Szymon Milieski herbu własnego – † 1858 roku i jego żona Apolonia ok. 1840 roku,
  - Franciszek Ksawery Milieski syn Szymona herbu własnego – † 1878 roku,
  - Adolf Milieski syn Franciszka Ksawerego herbu własnego, poseł na sejm galicyjski – † 1931 roku,
  - Ksawery Milieski syn Adolfa herbu własnego, † 1941 roku, odsprzedał „Dobra ziemskie Wysocice” swojej kuzynce I stopnia w 1932 roku,
  - Apolonia hr. Romer herbu Jelita córka Eustachego i Joanna Milieska herbu własnego córka Franciszka Ksawerego; 1932–1946. Nie podpadające pod działania dekretu „Dobra ziemskie Wysocice” zostały przejęte na cele reformy rolnej.

Apolonia hr. Romer herbu Jelita przekazała testamentem „Dobra Ziemskie Wysocice” swojej siostrze Marii z hr. Romerów herbu Jelita zamężnej Tytusowej Dunin herbu Łabędź.
(Wojewoda Małopolski Decyzją RR.X.EZ 7716-1-28-06 Kraków, dnia 30 sierpnia 2006 roku stwierdza, że przedmiotowa nieruchomość nie podpada pod działanie przepisu art. 2 ust. 1 lit e) dekretu Polskiego Komitetu Wyzwolenia Narodowego z dnia 6 września 1944 r. o przeprowadzeniu reformy rolnej. Postępowanie administracyjne o przejęcie DZ Wysocice wbrew prawu na cele reformy rolnej toczyło się przed Wojewodą Małopolskim. Wniosek złożyła w 1989 roku Maria Elżbieta z Duninów zamężna Adamowa Bisping córka Tytusa i Marii z hr. Romerów, wraz z Tytusem Bisping synem Adama i Marii Elżbiety z Duninów.
W Królestwie Polskim istniała gmina Wysocice. W latach 1975–1998 miejscowość administracyjnie należała do województwa krakowskiego.
We wsi znajduje się zabytkowy kościół romański o charakterze obronnym (z końca XII, lub I ćw. XIII w.) pw. św. Mikołaja. Prawdopodobnie była to fundacja Iwona Odrowąża. W poł. XVI w. kościół stał się zborem protestanckim. W 1610 roku ponownie został świątynią katolicką.
Zbudowany jest on z dużych ciosów wapiennych, o różnej wielkości (najwięcej z nich zbliża się do wymiarów 30x60 cm). Usytuowany jest na wzniesieniu i orientowany. Pierwotna bryła kościoła zachowała się praktycznie w niezmienionym stanie (dobudowano jedynie kruchtę od południa i zakrystię po przeciwnej stronie). Składa się on z zachodniej wieży z biforiami skierowanymi na cztery strony świata, pojedynczej nawy na rzucie kwadratu, chóru oraz łukiem zakreślonej absydy od wschodu. W wieży kościoła znajduje się empora zachodnia, sprawiająca wrażenie bunkra, a na górze dzwon z 1525 roku. Nad wejściem, w południowej ścianie kościoła, znajduje się „grubo” rzeźbiony tympanon z przedstawieniem tronującego Chrystusa, depczącego schematycznie potraktowane bestie. Po lewej stronie widnieją sylwetki dwóch świętych: św. Norberta w biskupich szatach, oraz świętego bez atrybutów pozwalających na jego identyfikację. Po prawej natomiast wyobrażona została scena Narodzin Chrystusa. Najprawdopodobniej tympanon wysocicki przeznaczony był pierwotnie dla opactwa norbertanek w pobliskich Imbramowicach. Wewnątrz kościoła na szczególną uwagę zasługuje gotycka ambona drewniana, prawdopodobnie z początku XVI wieku. W barokowym ołtarzu głównym znajduje się obraz Matki Bożej Wysocickiej. Natomiast na wschodnim frontonie prezbiterium, w kwadratowej ramie kamiennej ustawionej na kant – monumentalny posąg Matki Bożej z Dzieciątkiem z XIII wieku – tzw. „Madonna z Wysocic”. W roku 1956, w absydzie kościoła odkryto niewyraźną romańską lub gotycką polichromię, a we framudze okna – palmetę romańską.
W odległości ok. 1 km za kościołem znajduje się cmentarz parafialny.

## Zabytki
Obiekt wpisany do rejestru zabytków nieruchomych województwa małopolskiego.
- Kościół parafialny pw. św. Mikołaja, otoczenie, starodrzew.

## Galeria

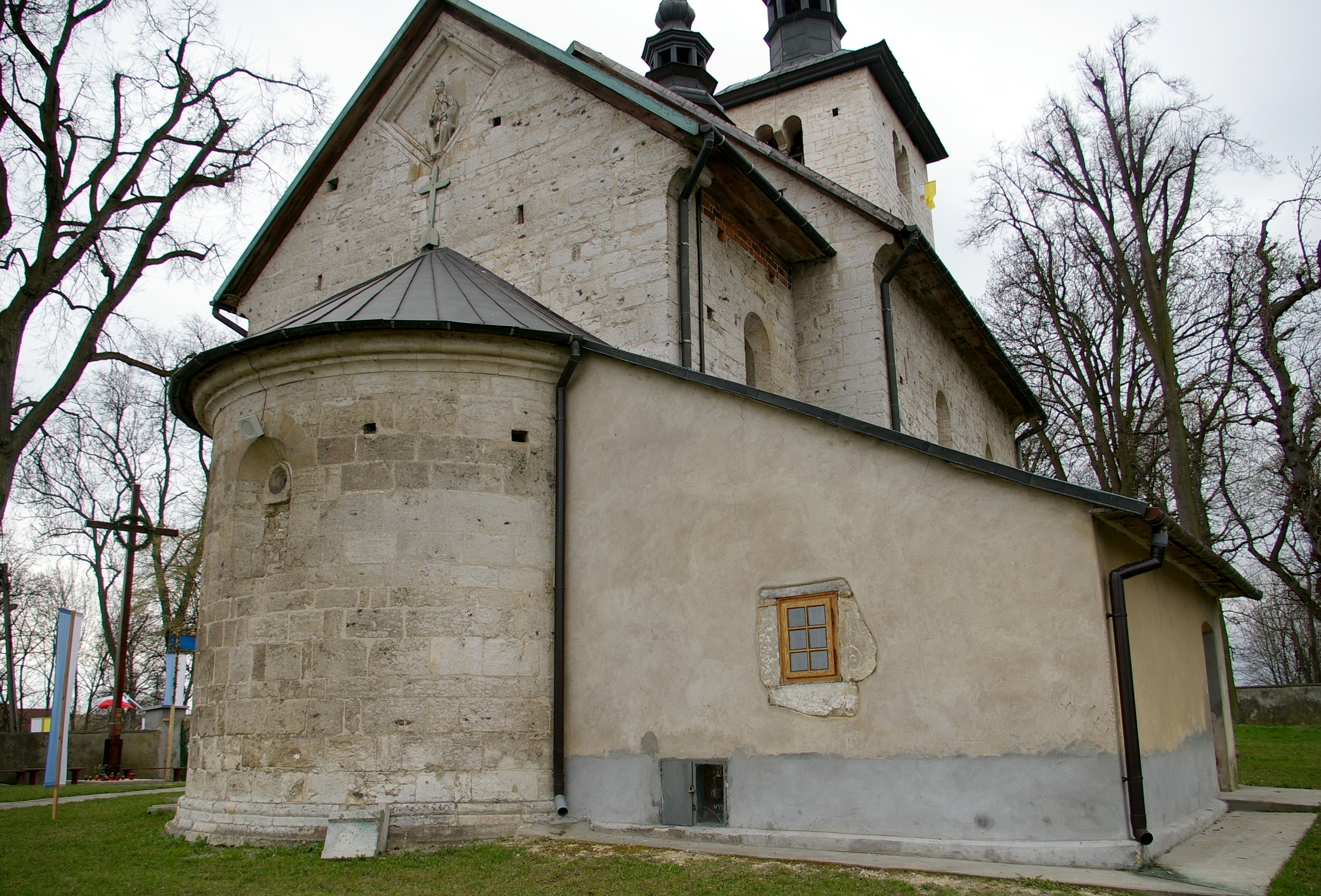
Kościół św. Mikołaja
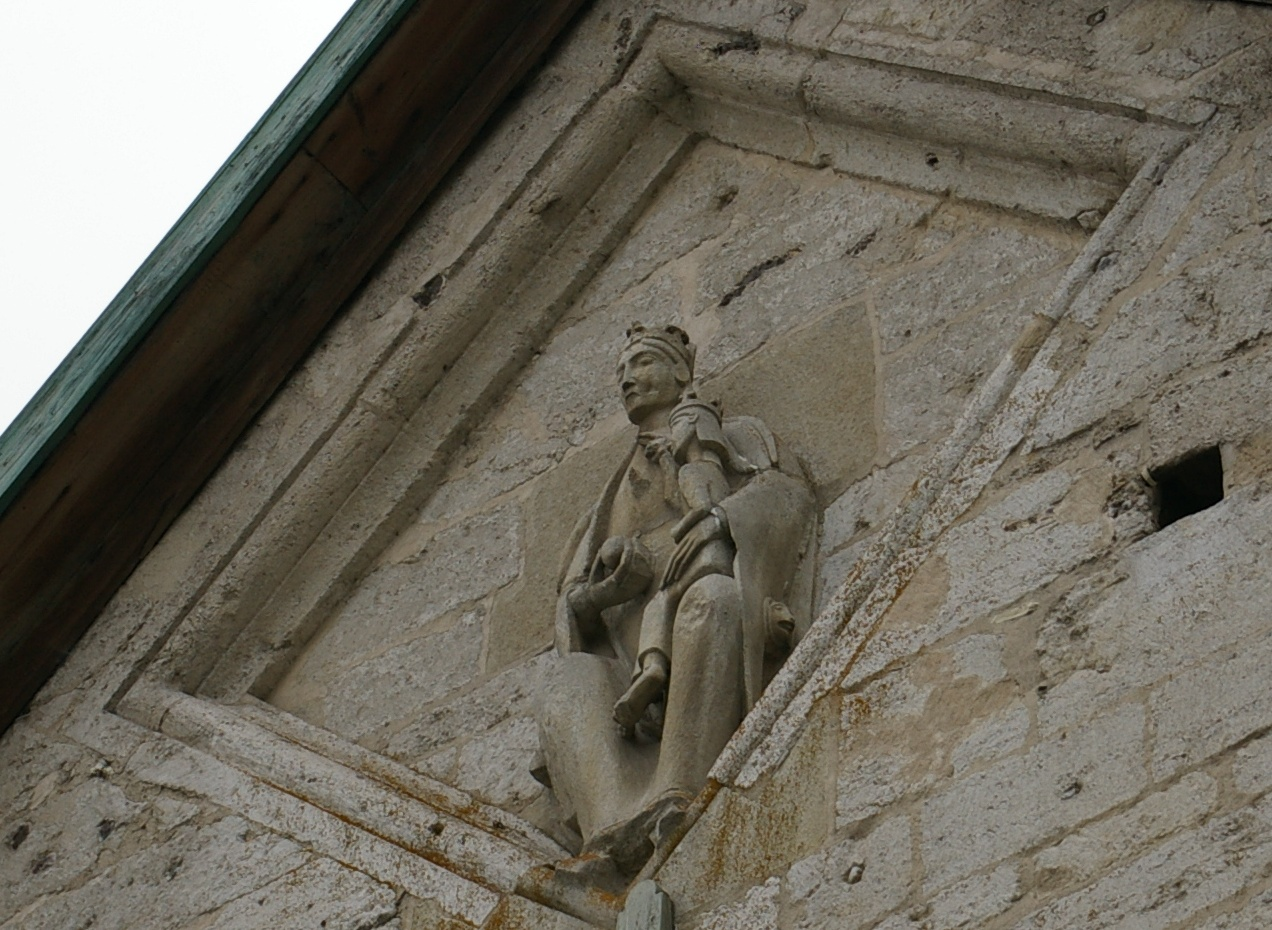
Madonna z Wysocic
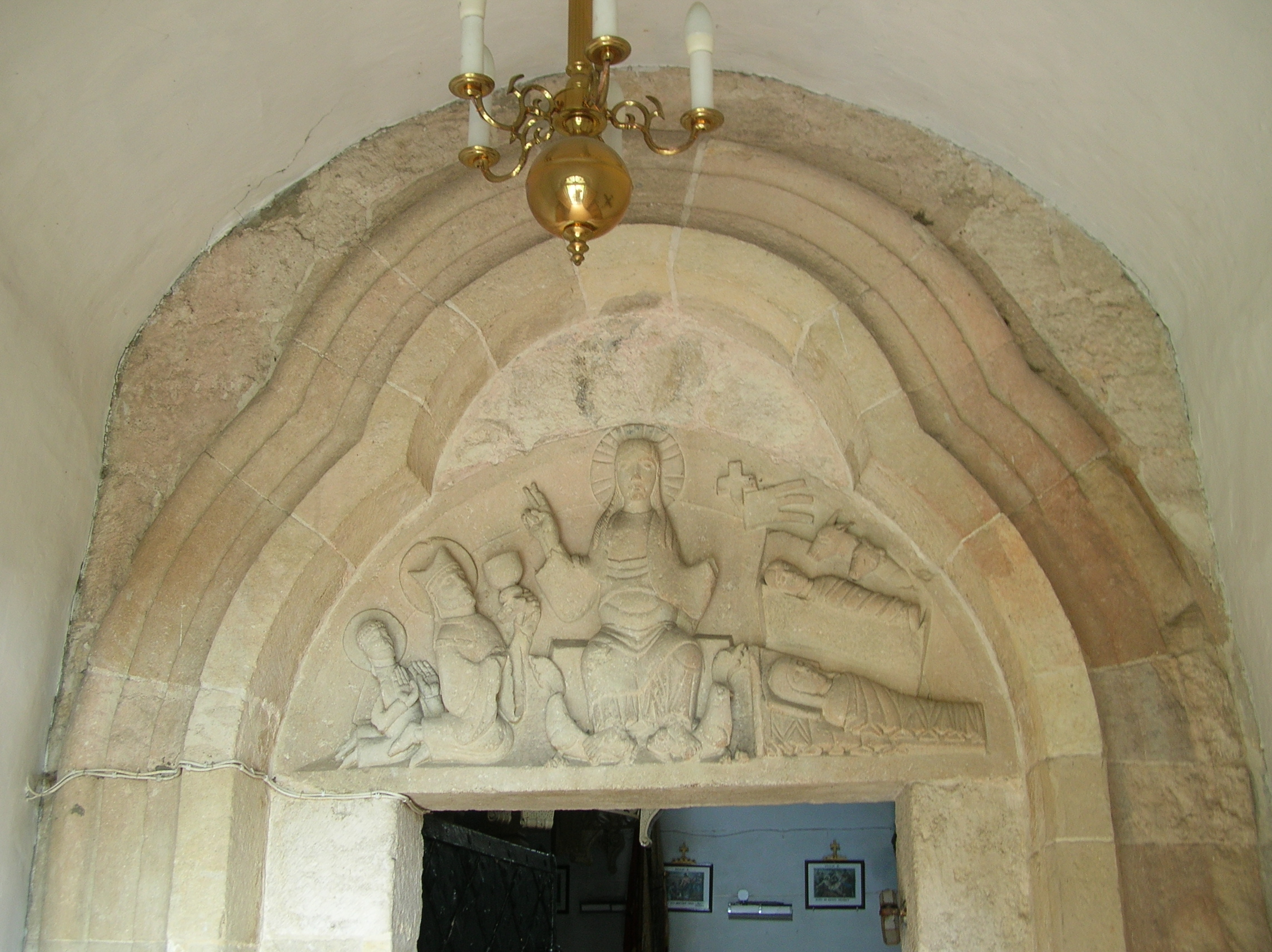
Tympanon z Wysocic
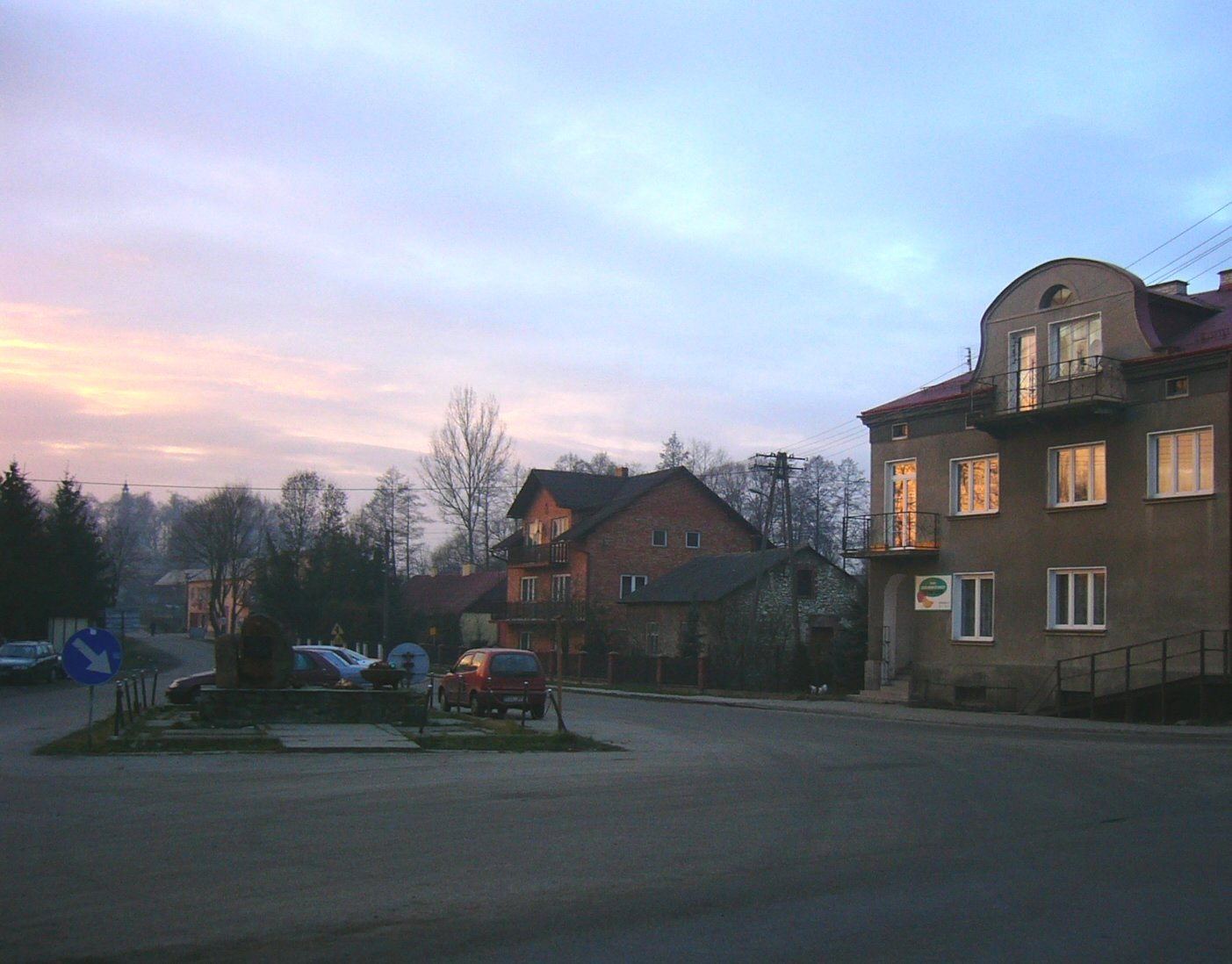
Rynek w Wysocicach
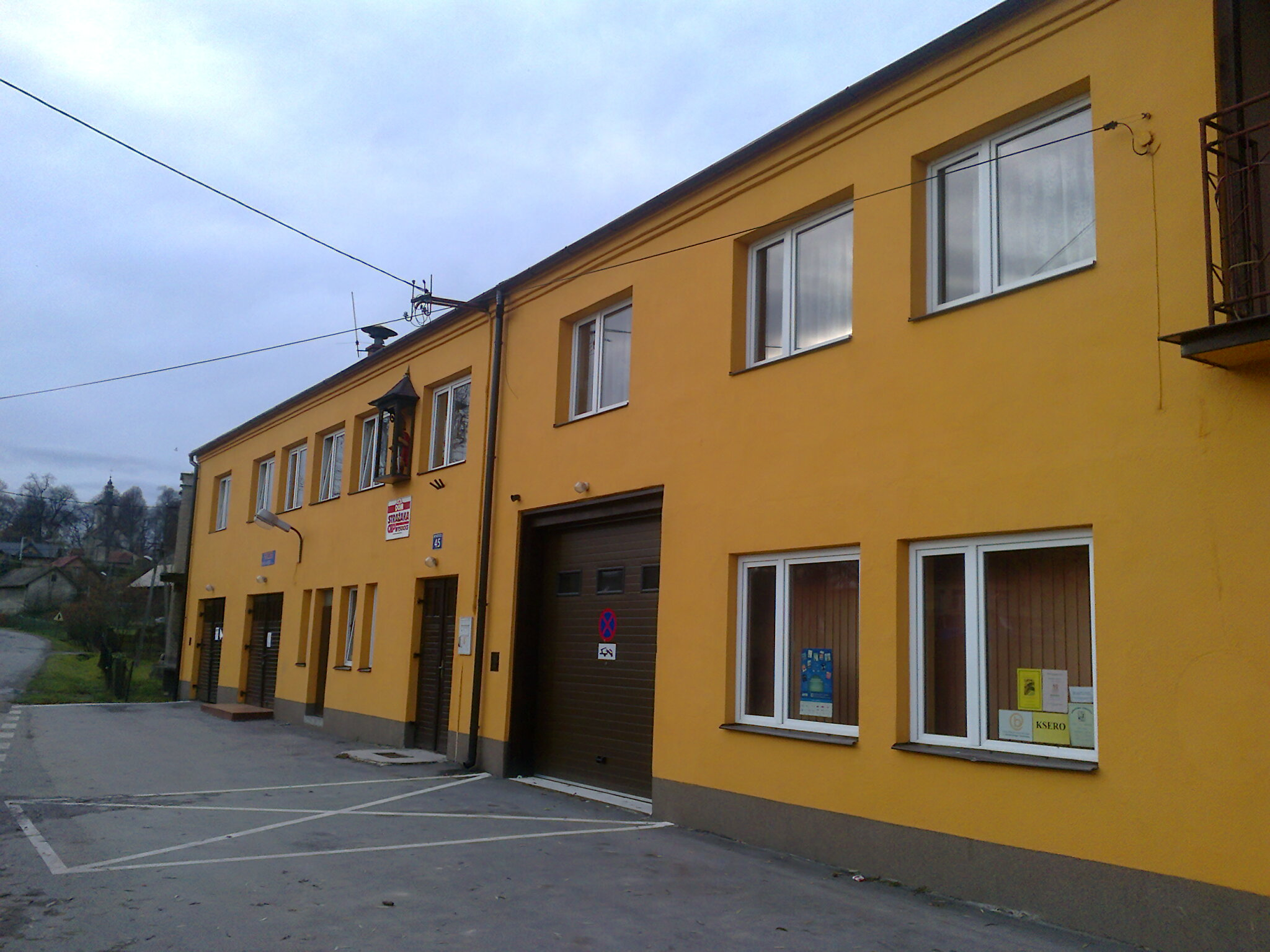
Remiza strażacka
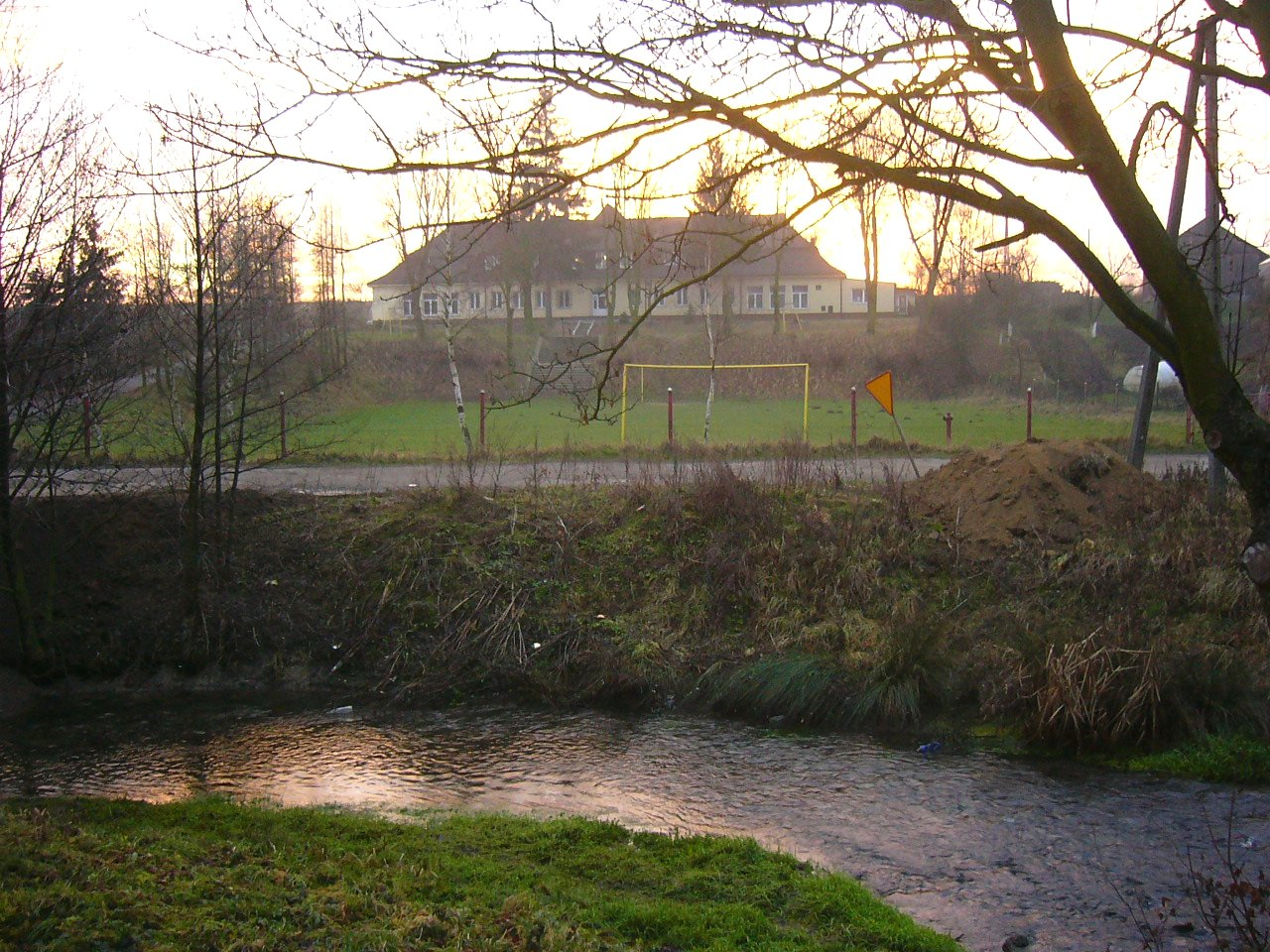
Rzeka Dłubnia, w tle szkoła